# Équipe de Monaco de rugby à XV
L'équipe de Monaco de rugby à XV rassemble les meilleurs joueurs de rugby à XV de Monaco.
L'équipe de Monaco parvient notamment à se classer à la 77e place au classement IRB du 7 janvier 2008, devançant des nations telles que la Norvège, l'Inde, l'Autriche ou la Malaisie.

## Histoire

### Création
Ce fut autour d'une table d'après-match (une "3e mi-temps") que germa cette idée dans les têtes de représentants de petits pays, Luxembourg, Andorre et Suisse.
L'idée était de trouver d'autres petits États pour former des poules de compétitions plus homogènes. Malte et Chypre ne répondirent pas à l'appel mais se sont réveillés par la suite.
C'est au printemps 1996 qu'un contact fut pris et les responsables monégasques, tentés par l'aventure, créèrent sur fond de club AS MONACO, la Fédération Monégasque de Rugby.
L'affiliation à la FIRA le 1er octobre 1996 puis à l'IRB le 1er janvier 1998 permirent les premiers pas. 
Le 1er match international, Monaco-Luxembourg, qui eut pour résultat 8 à 8, eut lieu à Saint-Laurent-du-Var.
Vinrent ensuite les matchs en Championnat des nations.

### 1998 à aujourd'hui
Monaco fait ses débuts internationaux en juillet 1996, dans une rencontre contre le Luxembourg, qui se termine sur un match nul 8-8. Le match suivant de Monaco se passa en avril 1997, quand ils réussirent à remporter leur première victoire, en battant la Slovénie 23-17. Monaco perdit ensuite toutes ses rencontres entre 1998 et 1999, avant de gagner les deux derniers matchs joués en 1999.
Monaco a participé aux qualifications pour la Coupe du monde de rugby à XV de 2003. Elle a perdu trois parties contre la Suisse (20-16) (20° nation mondiale), Andorre (32-13) et Israël (27-15) et remporte deux matchs contre la Bulgarie (19-0) et la Hongrie (22-7). Elle gagne son premier match à l'extérieur contre Malte (6-9).
Monaco perd les cinq rencontres disputées en 2000, et fait à peine mieux en 2001, gagnant un de ses quatre matchs. L'équipe monégasque réussit à obtenir un record de trois victoires en 2002, mais depuis lors, ne dispute plus beaucoup de matchs.
En 2006, après trois ans d'absence, le XV monégasque obtient une rencontre amicale contre la Slovaquie remportée 6 - 0 à Bratislava et participe au tournoi FIRA AER de Chypre en 2007 en disputant deux rencontres, une perdue contre Chypre à Nicosie 19 - 10 et une victoire contre l'Azerbaïdjan 41 - 3.
L'équipe de Monaco n'est plus active sur la scène internationale depuis 2009, malgré un nombre non négligeable de joueurs de rugby dans le pays au vu de sa faible population.
Monaco joue habituellement ses rencontres à domicile au Stade des Iscles de Saint-Laurent-du-Var, à une vingtaine de kilomètres de la principauté.